# ガーディアンズ・オブ・ギャラクシー (アニメ)
ガーディアンズ・オブ・ギャラクシー（Guardians of the Galaxy）は、アメリカ合衆国のテレビアニメ。マーベル・コミックの同名のスーパーヒーローを題材に、マーベル・アニメーションが製作。アメリカのディズニーXDで2015年8月1日から2019年6月9日まで放送、日本では2018年5月26日からディズニーXDで放送され、その後は2018年4月21日から2020年3月28日までDlifeで放送された。2023年6月10日からはディズニーチャンネルで放送される。

## 登場人物
括弧内は日本語吹き替え版声優。
ピーター・クイル／スター・ロード
声 - ウィル・フリードル（武内駿輔）
ロケット・ラクーン
声 - トレバー・デヴァル（佐藤せつじ）
ガモーラ
声 - ヴァネッサ・マーシャル（鷄冠井美智子）
グルート
声 - ケビン・マイケル・リチャードソン（祐仙勇）
ドラックス・ザ・デストロイヤー
声 - デイビッド・ソボロブ（北村謙次）
レンジャー・ラクーン
声 - トレバー・デヴァル
ブラック・ボルト
声 - トレバー・デヴァル
ファンドラル
声 - トレバー・デヴァル
クリスタル
声 - ヴァネッサ・マーシャル
ウォルラス
声 - ケビン・マイケル・リチャードソン
スプリーム・インテリジェンス
声 - ケビン・マイケル・リチャードソン
ヘイムダル
声 - ケビン・マイケル・リチャードソン
ブラッド・ブラザーズ
声 - ケビン・マイケル・リチャードソン
ブラックジャック
声 - デイビッド・ソボロブ

## エピソードリスト

### シーズン1
| 話数 | 邦題                                     |
| ---- | ---------------------------------------- |
| 1    | ノーウェアへの道                         |
| 2    | ノーウェアからの道                       |
| 3    | 世界にひとつのコレクション               |
| 4    | コンジャンクションの秘密                 |
| 5    | グルートの異変                           |
| 6    | ノバ軍のスパイ                           |
| 7    | 裏切り者                                 |
| 8    | 動く影の正体                             |
| 9    | ロケットの家族                           |
| 10   | 甦る悪夢                                 |
| 11   | 甦る悪夢                                 |
| 12   | インヒューマンズとの出会い               |
| 13   | デストロイヤー対決                       |
| 14   | 信じることをやめないで                   |
| 15   | 口は災いの元                             |
| 16   | 禁断の世界樹                             |
| 17   | 私の愛を受けとって                       |
| 18   | アスガルドとの戦争 パート1：大戦勃発     |
| 19   | アスガルドとの戦争 パート2：助けを呼ぶ声 |
| 20   | ガモーラを追え                           |
| 21   | インヒューマンズとの再会                 |
| 22   | お帰りピーター                           |
| 23   | 長い旅路の果てに                         |
| 24   | 揺れ動く大地                             |
| 25   | 偽物ガーディアンズ登場!                  |
| 26   | クリスマスの贈り物                       |

### シーズン2
| 話数 | 通算 | 邦題                                       |
| ---- | ---- | ------------------------------------------ |
| 1    | 27   | ガーディアンズ vs. アベンジャーズ          |
| 2    | 28   | 進化する石                                 |
| 3    | 29   | 泥沼から抜け出せ                           |
| 4    | 30   | 真実とウソ                                 |
| 5    | 31   | 大空へはばたけ                             |
| 6    | 32   | 遊びざかりのお姫様                         |
| 7    | 33   | 謎のヘルメット                             |
| 8    | 34   | ガモーラを救え                             |
| 9    | 35   | 平和会議とコスモの活躍                     |
| 10   | 36   | 突き抜けろ!                                |
| 11   | 37   | 繭からいずるもの                           |
| 12   | 38   | シンビオート戦争 パート1：荒れた世界       |
| 13   | 39   | シンビオート戦争 パート2：生きてこそ       |
| 14   | 40   | シンビオート戦争 パート3：アスガルドの危機 |
| 15   | 41   | ヘルメットの運命                           |
| 16   | 42   | 黒いヘルメットの騎士たち                   |
| 17   | 43   | ノバ軍との約束                             |
| 18   | 44   | ロケットの挑戦                             |
| 19   | 45   | デストロイヤー                             |
| 20   | 46   | 見果てぬ夢                                 |
| 21   | 47   | 記憶の彼方に見えたもの                     |
| 22   | 48   | 落ちていく者                               |
| 23   | 49   | いたずらキング                             |
| 24   | 50   | 悪に染まったウォーロック                   |
| 25   | 51   | 黄金の瞳の奥には                           |
| 26   | 52   | 父の日の過ごし方                           |

### シーズン3
| 話数 | 通算 | 邦題                             |
| ---- | ---- | -------------------------------- |
| 1    | 53   | ミッション・ブレイクアウト       |
| 2    | 54   | ニューヨークよ、再び             |
| 3    | 55   | シンビオート対決                 |
| 4    | 56   | 命令違反                         |
| 5    | 57   | いざタイタンへ                   |
| 6    | 58   | お金がすべてのこの世の中         |
| 7    | 59   | ネビュラの選択                   |
| 8    | 60   | ドラックスの自分探し             |
| 9    | 61   | スターへの道                     |
| 10   | 62   | 再結成                           |
| 11   | 63   | ガーディアンズの大脱出           |
| 12   | 64   | だまし合い                       |
| 13   | 65   | 俺たちのやり方                   |
| 14   | 66   | ブラック・ヴォルテックス パート1 |
| 15   | 67   | ブラック・ヴォルテックス パート2 |
| 16   | 68   | ブラック・ヴォルテックス パート3 |
| 17   | 69   | ブラック・ヴォルテックス パート4 |
| 18   | 70   | 新たな秩序                       |
| 19   | 71   | 本物はどっちだ?                  |
| 20   | 72   | 疑心暗鬼                         |
| 21   | 73   | 最果ての地のダークホーク         |
| 22   | 74   | ヒーローはキミだ                 |
| 23   | 75   | 銀河の危機に友よ、集え           |
| 24   | 76   | 希望のかけら                     |
| 25   | 77   | 死の女神                         |
| 26   | 78   | たったひとつの勝利               |

## スタッフ
日本語吹き替え版
- 翻訳 - 亀井玲子、池田美紀
- 演出 - 鍛治谷功
- 録音製作 - HALF H・P STUDIO